# Trans Mediterranean Airways
Trans Mediterranean Airways SAL, styled as TMA Cargo (en árabe: الخطوط الجوية عبر المتوسط‎), es una aerolínea de carga con base en Beirut, Líbano. La aerolínea no existe de facto pero planeaba reiniciar sus operaciones en 2010.

## Historia
La aerolínea fue fundada y comenzó a operar en 1953 como compañía sin vuelos programados operando servicios de pasajeros y carga. Fue la única aerolínea libanesa con vuelos regulares exclusivamente de carga en 1979. Trans Mediterranean Airways (TMA) fue la primera aerolínea de carga en establecer vuelos a todo el mundo en ambos sentidos. Sin embargo la crisis libanesa afectó fuertemente al crecimiento y las operaciones de TMA. En noviembre de 1996, siguiendo el plan de reconstrucción libanés "Horizon 2000", la aerolínea se sometió a una modernización para sus servicios, reestructuró sus actividades e incrementó su capital hasta alcanzar en torno a cuarenta millones de dólares. TMA es propiedad de Lebanese Air Investment Holding (99.9%) y de inversores privados (0.1%). 
En 2000, TMA introdujo una nueva librea para su flota. La nueva librea presenta un cuerpo blanco con una franja gris, 'TMA' en verde y 'CARGO' en amarillo a lo largo del fuselaje y nuevos detalles verdes en la cola.
En 2002, TMA alquiló un Airbus A310-304F de Islandsflug de abril a noviembre, to operate their European routes as the Boeing 707's had been banned from Europe. La aerolínea también se planteó la creación de una nueva aerolínea chárter de pasajeros que se llamaría TMA-Leisure que alquilaría un Airbus A320 que operaría para los touroperadores libaneses. Sin embargo, esto nunca llegó a ocurrir. Durante 2002, TMA registró unas pérdidas de 11 millones de dólares.
TMA canceló todos sus vuelos en febrero de 2004 cuando la Dirección de Aviación Civil Libanesa (LCAA) le retiró su certificado de operador aéreo (AOC) apelando a motivos de seguridad referentes a su viejos Boeing 707. La aerolínea atravesaba serios problemas financieros y como resultado fue incapaz de modernizar su flota.
En septiembre de 2005, fue anunciado que TMA estaba planeando retomar sus operaciones con una renovación de flota basada en la adquisición de aviones de medio alcance de carga para reemplazar su flota de Boeing 707, pequeños aviones de carga para rutas de alimentación, y dos aviones Boeing 747-200F para los vuelos de carga de largo alcance al lejano oriente, si bien esto nunca se llegó a cumplir.
En 2008, Mazen Bsat, inversor libanés, propietario y CEO de Med Airways (anteriormente Flying Carpet), compró TMA por un dólar a cambio de asumir y eliminar la deuda de la aerolínea cifrada en sesenta millones de dólares.
En octubre de 2009, TMA inauguró sus renovadas instalaciones y una nueva imagen, tras todo esto TMA también anunció que tenía previsto retomar todos sus servicios. Se adquirió un Airbus A300-600F para las nuevas operaciones de carga. En febrero de 2010, el avión fue pintado con la nueva librea de TMA Cargo.

## Flota
TMA Cargo planea operar los siguientes aviones cuando retome sus operaciones:

### Histórico

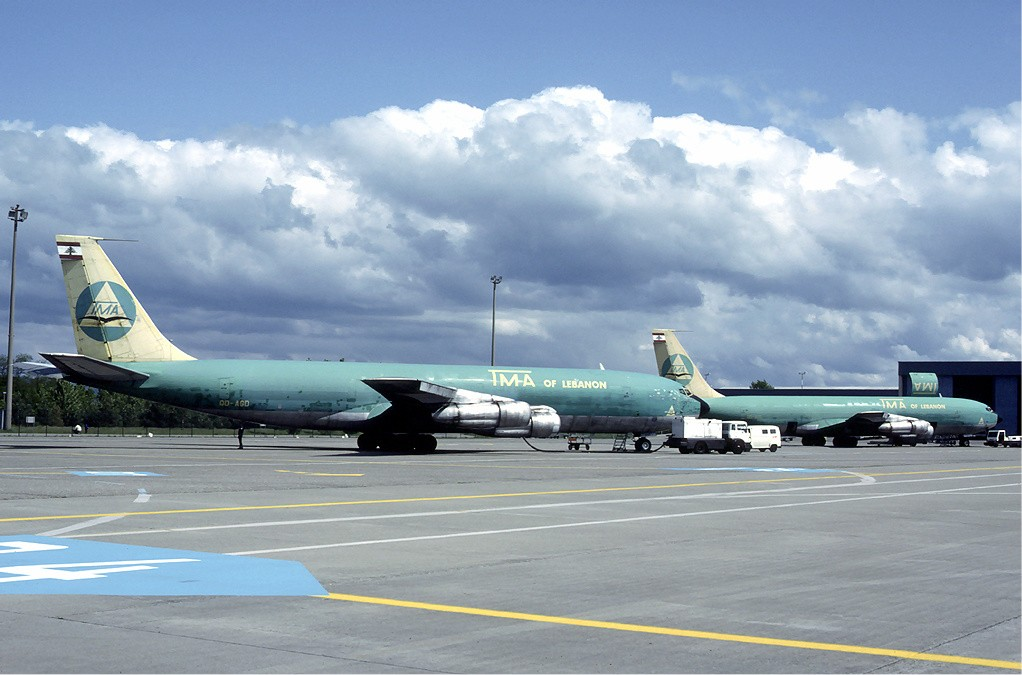
Boeing 707 de TMA en el Aeropuerto de Basilea-Mulhouse, Suiza. (1984)

TMA operó las siguientes aeronaves hasta y antes del cese de operaciones de 2004:
- Airbus A310-304F - leased from Islandsflug
- Boeing 707-320C
- Boeing 707-330C
- Boeing 747-100SF
- Canadair CL-44 - operado por Seaboard World Airlines
- Douglas DC-4
- Douglas DC-6

## Incidentes y accidentes
TMA ha tenido catorce incidentes y accidentes, cuatro de ellos con muertes. El total de muertos registrados durante su tiempo de operación (1953-2004) fue de veinte fallecimientos.
TMA ha tenido los siguientes accidentes e incidentes hasta el cese de operaciones en febrero de 2004;
- El 9 de julio de 1962, el TMA 104, un Douglas DC-4, se estrelló poco después de despegar del Aeropuerto de Brindisi, Brindisi, Italia. El vuelo despegó a las 21:41 (GMT), sin embargo el avión fue incapaz de seguir ganando altura y comenzó a caer, con un viraje hacia la izquierda y colisionó contra el mar. Los seis tripulantes a bordo murieron.[9]
- El 12 de diciembre de 1963, un Douglas DC-4 de TMA, en vuelo del Aeropuerto Internacional de Kuwait, Kuwait al Aeropuerto Internacional de Kabul, Afghanistán, se estrelló en las Montañas Koh-i-Safid, Afghanistán. El avión fue desviado a Lahore debido a las condiciones meteorológicas en Kabul. Fallecieron los tres miembros de la tripulación que iban a bordo.[10]
- El 10 de marzo de 1966, un Douglas DC-6 de TMA, en vuelo del Aeropuerto Internacional de Beirut, Líbano al Aeropuerto de Fráncfort al Meno, Alemania, se estrelló en el Monte Parnon, Grecia. Los cinco tripulantes que viajaban a bordo murieron en la colisión.[11]
- El 23 de julio de 1979, un Boeing 707-320C de TMA, en una prueba de vuelo a cuatro copilotos que debían ser ascendidos a capitanes, se estrelló mientras efectuaba su tercera toma y despegue en el Aeropuerto Internacional de Beirut. El avión tomó pero a continuación derrapó de derecha a izquierda y luego nuevamente a la derecha antes de que el ala tocase el terreno haciendo que se elevase y acabase invertido en una calle de rodadura. Los seis tripulantes fallecieron.[12]